# 刺果蘚
刺果蘚（学名：Symphyodon perrottetii）为刺果蘚科刺果蘚屬下的一个种。